# Chevrolet Citation
Chevrolet Citation – samochód osobowy klasy średniej produkowany pod amerykańską marką Chevrolet w latach 1979 – 1985.

## Historia i opis modelu

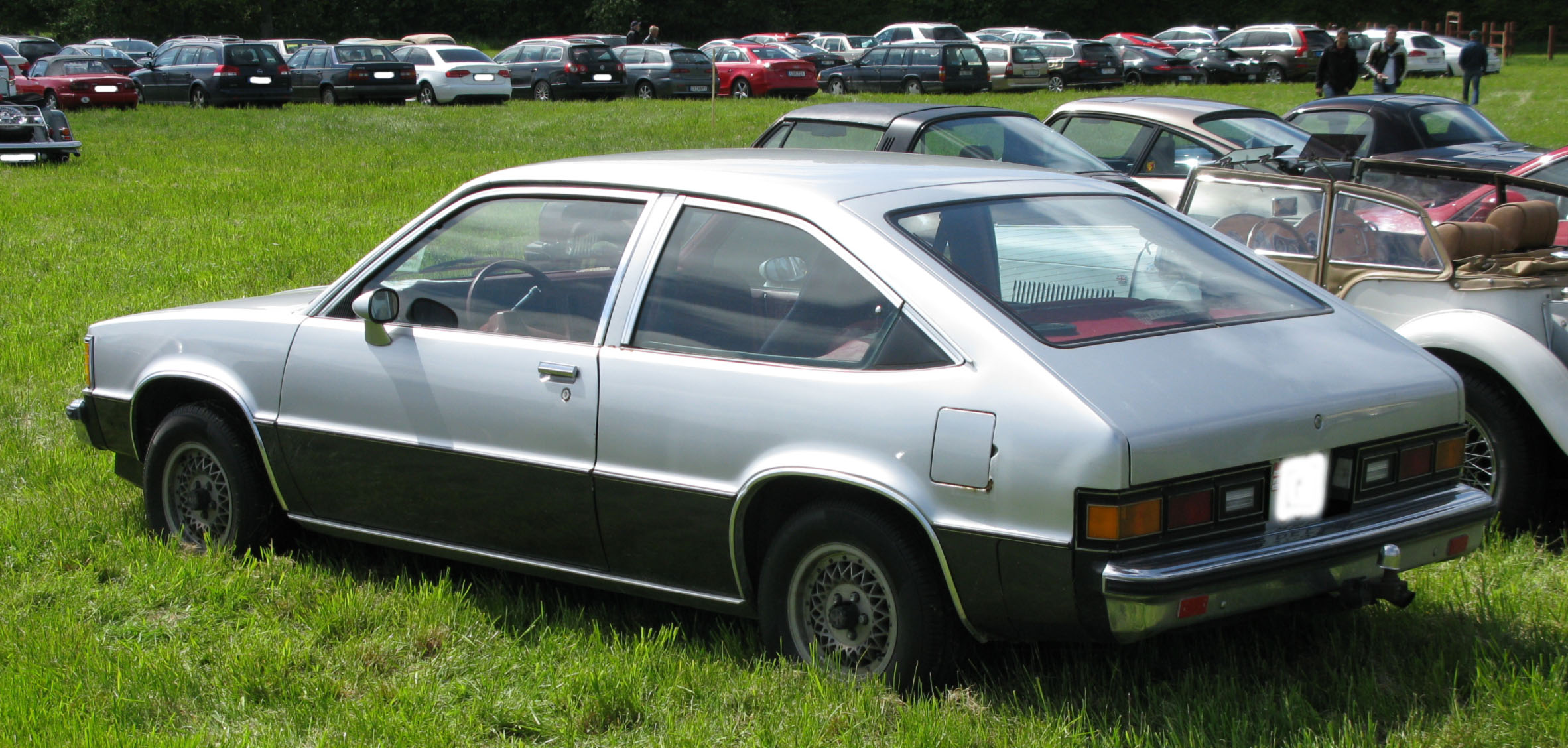
Chevrolet Citation - tył

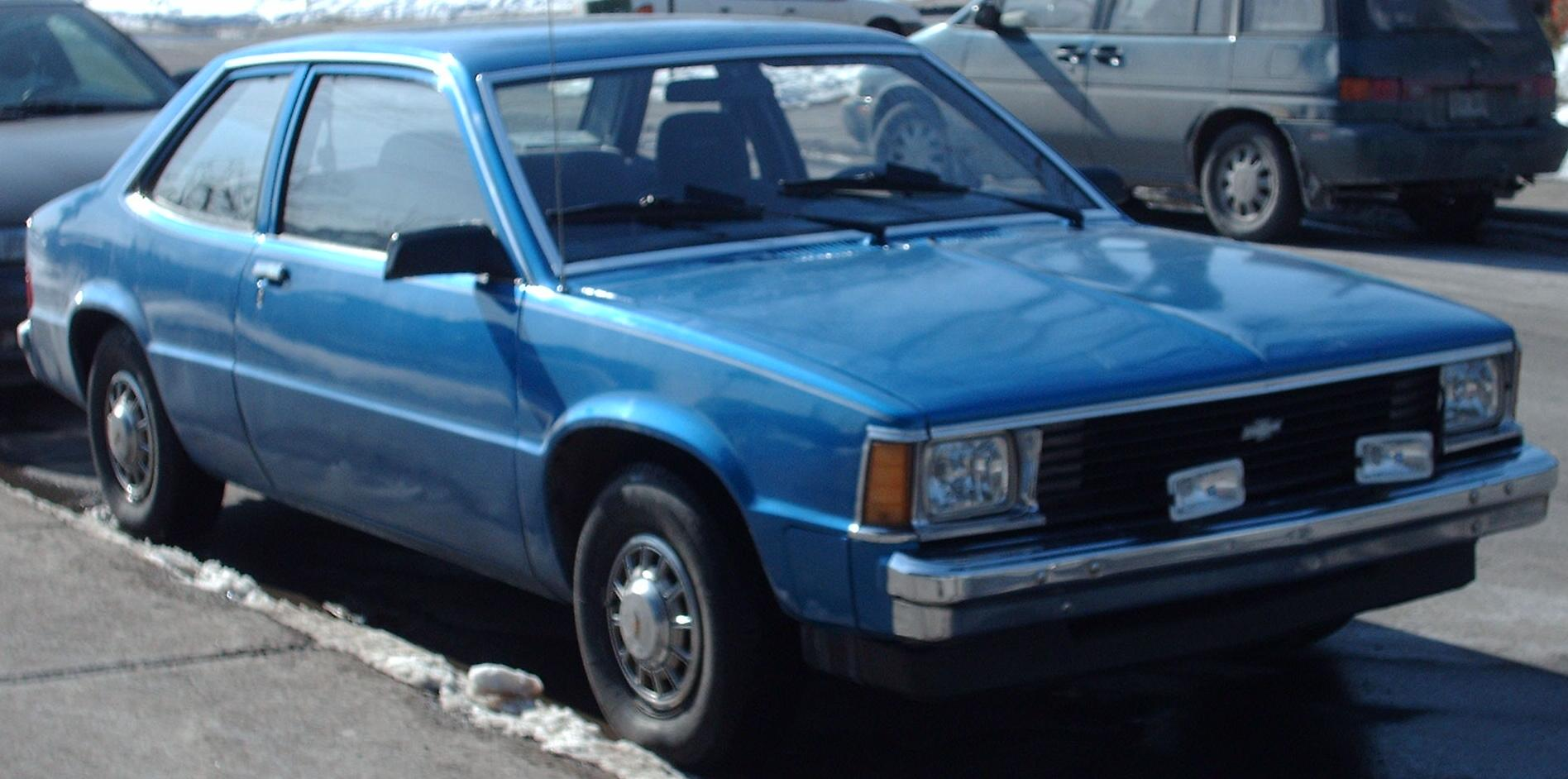
Chevrolet Citation Coupe

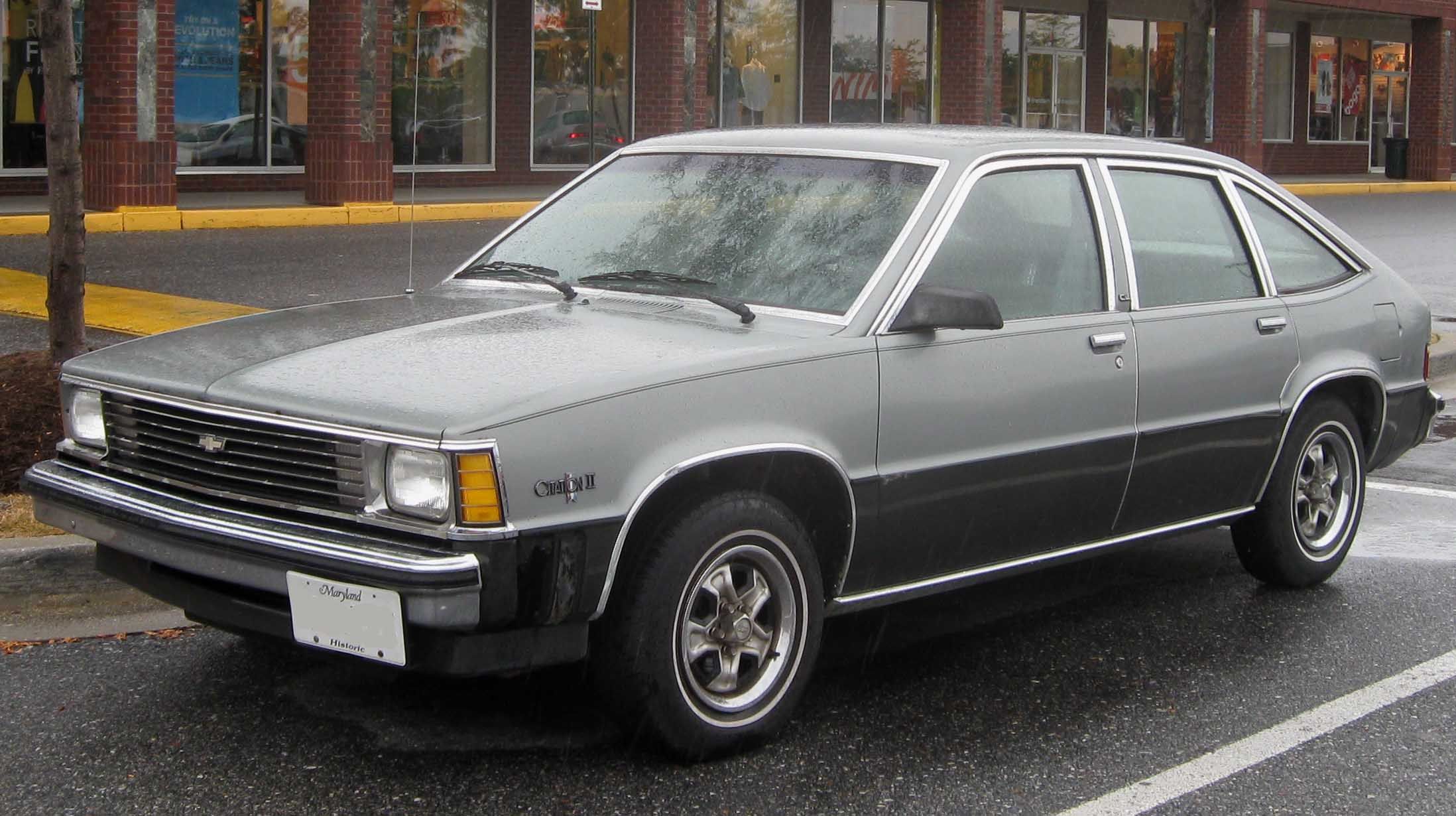
Chevrolet Citation II - model po liftingu

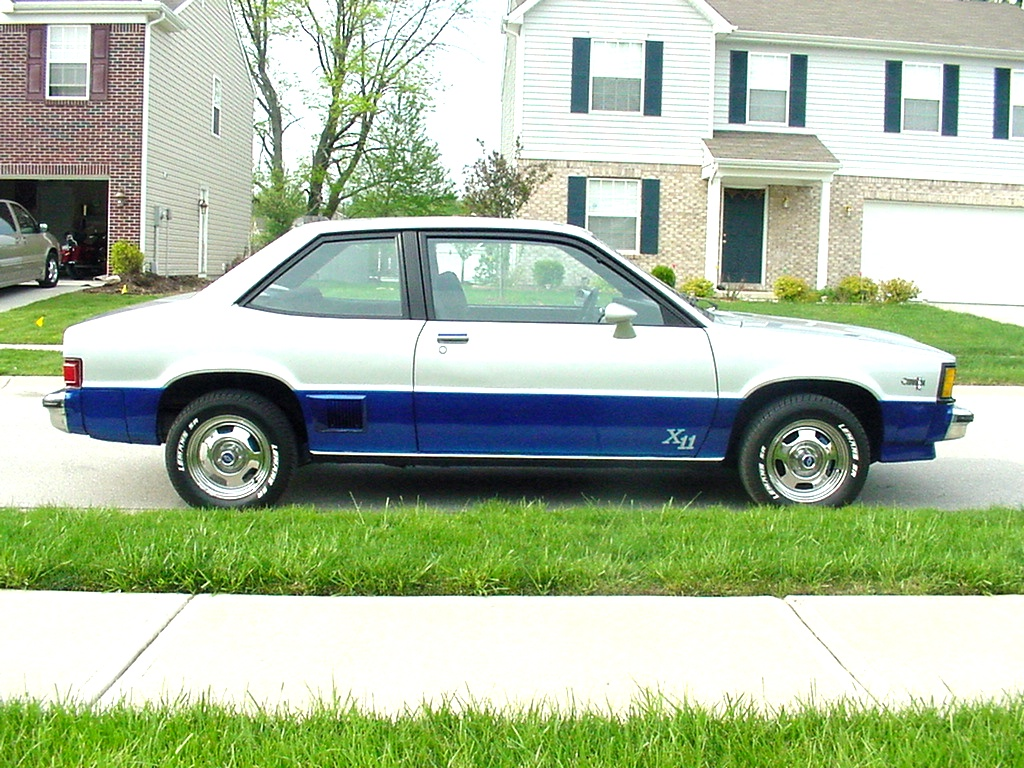
Chevrolet Citation X-11

W połowie lat 70. XX wieku General Motors rozpoczęło prace konstrukcyjne nad nową rodziną średniej wielkości modeli opartych na platformie X-body, które docelowo miały zasilić gamy trzech podległych koncernowi marek na rynku Ameryki Północnej – Buicka, Chevroleta, Oldsmobile i Pontiaka.
W kwietniu 1979 roku Chevrolet przedstawił model, dla którego obrano nową Citation. Zastąpił w ofercie linię modelową Nova, inaczej niż dotychczasowi poprzednicy zyskując napęd przedni, co zapewniło m.in. obniżenie masy całkowitej.
Pojazd oferowany był w nietypowej ofercie nadwoziowej - oprócz tradycyjnego, 3-drzwiowego coupé podstawowym wariantem został awangardowo stylizowany 3 lub 5-drzwiowy fastback ze ściętym tyłem. Ze względu na rozmiar samochodów, GM zrezygnował z silnika V8 na rzecz mniejszych, bardziej ekonomicznych jednostek V6 oraz R4 o mocy maksymalnej do 137 KM.
W 1980 Citation został wybrany Samochodem Roku przez renomowane amerykańskie czasopismo Motor Trend.

### Citation X-11
Pod koniec lat 70. XX wieku General Motors zdecydowało się wkroczyć do klasy wyścigów SSB/SCCA, czego dokonano za pomocą specjalnie zmodyfikowanego Citation w wariancie coupé. Samochód spełniał dotyczące tej klasy wyścigów, wedle których samochód biorący udział w rajdach musiał być produkowany seryjnie.
Model Citation X-11 wyróżniał się wizualnie charakterystycznymi, podwójnymi białymi pasami na nadwoziu. Zdecydowano się także na szereg modyfikacji technicznych: sztywniejsze zawieszenie, charakterystyczne 14-calowe obręcze, opony P215/60 R14 i wzmocniony silnik V6. W 1985 roku zdecydowano się na zastąpienie go mocniejszym V8.
Od roku 1981, pakiet karoserii od X-11 dostępny był w niezmiennej formie dla pozostałych wersji Citation aż do końca jego produkcji. Zawierał jednokolorowe malowanie, inne wloty na masce, spoiler na klapie bagażnika, czarne listwy przy wszystkich oknach, oraz charakterystyczne 14-calowe felgi.

### Kontrowersje i lifting
Chevrolet Citation, podobnie jak pozostane konstrukcje oparte na platformie X-body, był przedmiotem licznych spraw sądowych. Klienci zarzucali w procesach cywilnych m.in. to, że podczas gwałtownego hamowania kierowca tracił kontrolę nad pojazdem, co budziło zagrożenie w ruchu drogowym. Sprawy te odbiły się szerokim echem w Stanach Zjednoczonych, negatywnie wpływając na reputację i sprzedaż modelu.
W celu ratowania sytuacji, Chevrolet przeprowadził w 1984 roku gruntowną modernizację modelu, zmieniając w istotnym stopniu wygląd pasa przednieto, a także przestylizowując tył. Przy okazji restylizacji, zdecydowano się na korektę nazwy na Chevrolet Citation II, co miało podkreślać fakt, że konstrukcja względem dotychczasowego Citation została istotnie dopracowana.

### Koniec produkcji i następca
Zakończenie produkcji Citation nastąpiło w 1985 roku, po czym samochód nie otrzymał bezpośredniego następcy w ofercie producenta. Dopiero 2 lata później Chevrolet powrócił do klasy średniej, prezentując rodzinę modeli Corsica oraz Beretta w postaci klasycznego sedana i coupé.

### Silniki
- L4 2.5l Iron Duke
- V6 2.8l LE2
- V6 2.8l LH7
- V6 2.8l LB6